# Tanaoneura maculiventris
Tanaoneura maculiventris is een vliesvleugelig insect uit de familie Tanaostigmatidae. De wetenschappelijke naam is voor het eerst geldig gepubliceerd in 1941 door Gomes.